# Мороне, Джованни Джироламо
Джованни Джироламо Мороне (итал. Giovanni Girolamo Morone; 25 января 1509, Милан, Миланское герцогство — 1 декабря 1580, Рим, Папская область) — итальянский куриальный кардинал. Епископ Модены с 7 апреля 1529 по 23 мая 1550 и с 23 февраля 1564 по 16 ноября 1571. Камерленго Священной Коллегии Кардиналов с 6 января 1549 по 19 января 1550. Епископ Новары с 12 сентября 1552 по 13 марта 1560. Вице-декан Священной Коллегии Кардиналов с 7 февраля 1565 по 3 июля 1570. Декан Священной Коллегии Кардиналов с 3 июля 1570 по 1 декабря 1580. Кардинал-священник со 2 июня 1542, с титулом церкви Сан-Витале с 16 октября 1542 по 25 февраля 1549. Кардинал-священник с титулом церкви Санто-Стефано-аль-Монте-Челио с 25 февраля 1549 по 11 декабря 1553. Кардинал-священник с титулом церкви Сан-Лоренцо-ин-Лучина с 11 декабря 1553 по 12 июня 1556. Кардинал-священник с титулом церкви Санта-Мария-ин-Трастевере с 12 июня 1556 по 13 марта 1560. Кардинал-епископ Альбано с 13 марта 1560 по 10 марта 1561. Кардинал-епископ Сабины с 10 марта 1561 по 18 мая 1562. Кардинал-епископ Палестрины с 12 мая 1562 по 18 мая 1564. Кардинал-епископ Фраскати с 18 мая 1564 по 7 февраля 1565. Кардинал-епископ Порто и Санта Руфина с 7 февраля 1565 по 3 июля 1570. Кардинал-епископ Остии с 3 июля 1570 по 1 декабря 1580.